# Casa (astrología)

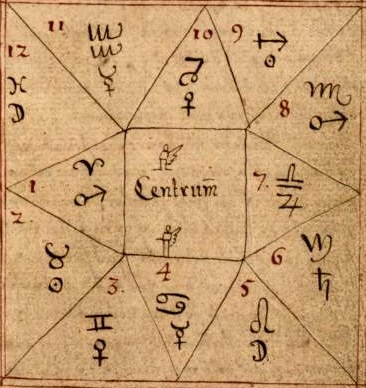
Ilustración de las 12 casas del cielo de la astrología.

En la astrología, una casa es un ámbito de la actividad del ser humano. Inicialmente se les llamaba "moradas" o "domicilios", pero en astrología moderna se llaman casas y su cálculo, sistema de domificación (del latín domum, "hogar"). La palabra "domicilio" ha quedado para definir las regencias planetarias (relaciones entre los signos del zodiaco y los planetas). La primera palabra procede del latín morari, que significa retener, mientras que domicilio está emparentada con dirigir. El dominus era el dueño de la casa. Así, los doce domicilios que se denominan casas, forman juntos la gran casa del zodíaco. Son doce segmentos del círculo de la eclíptica y significan aquello que impide que el Morador de la mansión expanda su conciencia si se deja aprisionar por ellas.
En astrología se denomina mundano a todo lo relativo a las casas, diferenciándolo de lo zodiacal que es todo lo relativo a la posición en la eclíptica. Por ejemplo, "en el horóscopo de la Sra. Besant, la posición zodiacal de Júpiter es 18º 25' de Cáncer y su posición mundana es en la cúspide de la Casa quinta".

## Las doce casas
El término casas en astrología se refiere a la división en doce sectores, no necesariamente iguales, del espacio angular comprendido entre los llamados "ángulos", es decir: el Ascendente, el Descendente, el Medio Cielo y el Fondo del Cielo. Estos cuatro ángulos coinciden aproximadamente con los cuatro puntos cardinales.
Los cálculos de casas (o mundanos) que se realizan sobre la carta natal son, en realidad, los cálculos de astronomía local, que sitúan la Tierra en su posición celeste y que implican todos aquellos elementos astronómicos de tipo local: horizonte, puntos cardinales, meridiano local, cénit, nadir, etc. Dicho de otro modo, en astrología el término mundano es equivalente al término local usado en astronomía.
Las casas están delimitadas por un punto de inicio, llamado «cúspide» y un arco más o menos extenso que es el área de influencia de esa casa. Cuando un planeta se encuentra dentro de esa área, se dice que "está en la casa" y resulta afectado por el significado inherente a este sector.
La carta astral equivale a un planisferio celeste, con la diferencia de que en la primera el observador está orientado hacia el Sur, y en el segundo hacia el Norte. Esto significa que, en el gráfico astrologico, el punto cardinal Este se ve hacia la izquierda. Las equivalencias son las siguientes:
- El Medio Cielo, MC o Medium Coeli coincide con el punto cardinal Sur y es el punto más elevado sobre nosotros del Meridiano local del momento de nacimiento, es decir, es el cénit. Se obtiene mediante el cálculo de la Ascensión Recta del meridiano local. Es la cúspide de la Casa X, aunque en algunos sistemas de domificación es independiente de ésta.
- El Ascendente equivale al Horizonte Este, o punto cardinal Este. Su longitud eclíptica depende del día del año y de la latitud del lugar de nacimiento. Es la cúspide de la Casa I.
- El Descendente equivale al Horizonte Oeste, o punto cardinal Oeste y es el punto diametralmente opuesto del Ascendente, sobre la eclíptica. Es la cúspide de la casa VII.
- El Fondo del Cielo, FC o Immum Coeli corresponde al punto opuesto al Medio Cielo y, siendo también un punto del Meridiano local, equivale al nadir en el momento del nacimiento.[3] Es la cúspide de la casa IV.

A estos sectores se les llama también sectores terrestres porque se establecen a partir de una hora y lugar geográfico terrestre, que permiten situar el horizonte, es decir, la línea de salida y puesta del sol ese día concreto y según el lugar de nacimiento.
El significado e influencia de las doce casas en astrología natal está fuertemente influido por su relación con los doce signos del zodiaco, de los que toman su esencia y, en definitiva, de su posición relativa dentro del "ciclo" completo, es decir, de su posición en el llamado círculo "mundano".
Cada casa equivale a un signo, como se puede observar en la tabla siguiente y, en muchos casos, los astrólogos equiparan las posiciones planetarias celestes (planetas en signos) a las posiciones mundanas (planetas en casas), aunque establecen generalmente un efecto psicológico, genérico o de carácter a las primeras y un efecto concreto o palpable a las segundas. Los signos establecerían "cómo" suceden los eventos, mientras que las casas mostrarían "dónde" sucede.
| Casa      | Signo       | Regente  | Hindú   | Ámbito         | Significado |
| --------- | ----------- | -------- | ------- | -------------- | --- |
| Primera   | Aries       | Marte    | Lagna   | Personalidad   | La apariencia física, El yo, el carácter.                                                                        |
| Segunda   | Tauro       | Venus    | Artham  | Finanzas       | Instinto de conservación, posesión del medio natural, relación con los bienes materiales y el dinero.            |
| Tercera   | Géminis     | Mercurio | Bhratru | Comunicación   | Costumbres, inteligencia práctica, intercambios con los demás.                                                   |
| Cuarta    | Cáncer      | Luna     | Matri   | Familia        | Ancestros, herencia biológica. Bases de la existencia, país de origen.                                           |
| Quinta    | Leo         | Sol      | Putra   | Placer         | Energía vital, sentimientos, creatividad, capacidad de amar, hijos. Vejez.                                       |
| Sexta     | Virgo       | Mercurio | Shatru  | Salud          | Aptitudes de trabajo y capacidad de preservar su bienestar y salud. Higiene. Tíos. Animales/Mascotas.            |
| Séptima   | Libra       | Venus    | Kama    | Sociedad       | Disposición para la unión y la asociación, adaptación social. Matrimonio.                                        |
| Octava    | Escorpio    | Plutón   | Ayur    | Sexo y cambio  | Instinto de vida y muerte, capacidad de regeneración. Misticismo. Finanzas de la pareja, herencias. Vida sexual. |
| Novena    | Sagitario   | Júpiter  | Dharma  | Cultura        | Inteligencia superior, horizonte intelectual o geográfico. Estudios universitarios. Viajes y aventura.           |
| Décima    | Capricornio | Saturno  | Karma   | Estatus        | Ambición, Independencia social, capacidad para asumir responsabilidades y triunfar.                              |
| Undécima  | Acuario     | Urano    | Lobha   | Amigos         | Equilibrio psicológico y afectivo, relaciones de amor y amistad, capacidad para elaborar y ejecutar proyectos.   |
| Duodécima | Piscis      | Neptuno  | Ananda  | Espiritualidad | Misticismo. Capacidad de abstracción, de transformación. Fortaleza moral y espiritual.                           |

## Cálculo
Para calcular las casas en una carta astral, es necesario realizar cálculos trigonométricos partiendo de la Hora Sidérea local con el objetivo de encontrar la Ascensión Recta del Medio Cielo, es decir la posición del Meridiano local sobre el Ecuador (y sobre la eclíptica) en el momento del nacimiento.  Una vez calculada la ARMC (que corresponde a la posición de la casa X), se calculan las demás casas. No obstante, puesto que estos cálculos son bastantes complicados, la mayoría de los astrólogos actuales se valen de Tablas de Casas ya calculadas para levantar un tema natal. Las tablas de casas están calculadas para distintas latitudes y distintas horas y muestran los cálculos para las casas "visibles", es decir, las que se encuentran sobre el horizonte. Las otras se calculan sumándo 180° a las primeras.
Con la aparición de los ordenadores personales es muy normal que los astrólogos usen programas de cálculo astrológico que hacen esta tarea sin dificultad.
El objetivo de los cálculos que siguen es encontrar la llamada A.R.M.C o Ascensión Recta del Mediocielo, o cúspide de la Casa X, para poder situar las casas en el mapa natal.
- La hora del evento (nacimiento o cualquier otro) es normalmente Hora Oficial. Hay que restar las horas de adelanto correspondientes (por horario de verano o por ahorro energético).
- Se toma la Hora Sidérea (HS) a 0h de Tiempo Universal de unas efemérides planetarias, para el día, mes y año que interese.
- Se convierte la longitud del lugar en grados, minutos y segundos en tiempo (horas, minutos y segundos) y se suma a la HS. Si la longitud es Este, se restará. Con esto hemos llegado a la HS para medianoche del lugar para el que se quiere levantar el tema natal.
- A este resultado se le suman las horas, minutos y segundos desde las 0h hasta la hora de nacimiento. Con esto obtenemos la HS en el momento del nacimiento o ARMC.
- Teniendo la ARMC (cúspide de la Casa X), ya se pueden calcular el resto de las casas mediante la suma de 180° para obtener las opuestas.

## Sistemas de casas
También llamados Sistemas de domificación. A lo largo de la Historia de la astrología se han ido adoptando distintos sistemas de división de las casas astrológicas. Aunque los más usados actualmente son el sistema de Placidus o de Placido, y el de Casas Iguales, de forma resumida se pueden enumerar los siguientes:
- El Sistema de Casas de Declinación de Alcabitius. También conocido de forma más simple como Alcabitius, por el nombre de su inventor el astrónomo árabe Alcabitius.

Método de cálculo: El arco diurno del Ascendente se divide en tres partes iguales y se proyecta mediante los círculos horarios sobre la eclíptica para formar las cúspides de las casas.
- El Sistema de Casas de Semi-Arco de Alcabitius.

Método de cálculo: El arco diurno del Ascendente se divide en tres partes iguales y se proyecta mediante los círculos verticales sobre la eclíptica para formar las cúspides de las casas.
- El Sistema de Casas Arcturiano.

Método de cálculo: El círculo del horizonte se divide en intervalos de treinta grados comenzando por el punto Este del horizonte y estos puntos se proyectan sobre la eclíptica usando círculos de longitud.
- El Sistema de Casas de Campanus.

Método de cálculo: El Primer vertical se corta en intervalos de treinta grados comenzando por el punto Este del horizonte y estos puntos se proyectan sobre la eclíptica usando círculos de casas, es decir, mediante la intersección de los seis círculos máximos que cortan, a la vez, el Primer vertical y los puntos Norte y Sur situados en el horizonte.
- El Sistema de Casas Clásico.

Método de cálculo: El arco diurno del Ascendente se corta en tres partes iguales y se proyecta mediante círculos horarios sobre la eclíptica para formar las cúspides de las casas, pero del ASC se restan 5º para formar la cúspide de la Primera Casa. Esta leve corrección al Sistema de Casas de Declinación de Alcabitius, descrito más arriba, fue usada en la antigüedad para corregir el efecto distorsionador de la refracción atmosférica cerca del horizonte.
- El Sistema de Casas Tierra.

Método de cálculo: El grado 0º de Libra se toma como cúspide de la Primera casa y, a continuación, cada una de las cúspides siguientes se calculan sumándo 30º más, hasta dar la vuelta completa a la eclíptica.
- El Sistema de Casas Iguales.

Método de cálculo: El Ascendente se toma como la cúspide de la Casa I y el resto de las casas están 30º por detrás de la inmediatamente anterior, hasta dar la vuelta completa a la eclíptica. En este sistema de casas, el Medio Cielo no necesariamente coincide con la cúspide de la casa X.
- El Sistema de Casas Horizontal.

Método de cálculo: El círculo del horizonte se corta en intervalos de 30º comenzando por el punto Este y estos puntos se proyectan sobre la eclíptica usando círculos verticales.
- El Sistema de Casas de Koch.

Método de cálculo:El arco diurno del Ascendente se corta en tres partes iguales y se proyecta sobre la eclíptica para formar las cúspides de las casas. Es igual al sistema de Alcabitius, con ligeras modificaciones.
- El Sistema de Casas del Medio Cielo.

Método de cálculo: El Medio Cielo se toma como la cúspide de la casa X y se calculan las restantes cúspides mediante la adición sucesiva de 30º. En este sistema la cúspide del Ascendente no necesariamente tiene que coincidir con la cúspide de la Casa I.
- El Sistema de Casas del Meridiano.

Método de cálculo: El Ecuador celeste se corta en intervalos de 30º comenzando por el Punto Aries y estos puntos se proyectan sobre la eclíptica usando círculos horarios.
- El Sistema de Casas Lunar.

Método de cálculo: La Luna se toma como cúspide de la Casa X y el resto de las casas se calculan a partir de ella mediante la suma sucesiva de sectores de 30º.
- El Sistema de Casas de Morinus.

Método de cálculo: El Ecuador celeste se corta en intervalos de 30º comenzando por el Punto Aries y estos puntos se proyectan sobre la eclíptica usando círculos horarios.'
- El Sistema de Casas de Horas Naturales.

Método de cálculo: Las salidas y las puestas del Sol se anotan para el lugar y la fecha del horóscopo que se pretende calcular. Los grados del Ascendente en la salida y la puesta del Sol dan, respectivamente, los grados del Ascendente y del Descendente. El arco entre ambos puntos se dividen en seis sectores, que representan dos horas de tiempo cada uno. Estos sectores nos dan las cúspides de las casas. En este sistema el Ascendente y el Descendente no tienen por qué comportarse como un par opuesto, y el MC puede caer en cualquier casa.
- El Sistema de Casas Óctuple.

Método de cálculo: El Primer vertical se corta en intervalos de 45º comenzando por el punto Este del horizonte y estos puntos se proyectan sobre la eclíptica usando círculos de casas. Esto produce 8 casas, al contrario que la mayoría de los otros sistemas de 12 y estas se numeran partiendo del Descendente en sentido horario de tal manera que la casa situada donde normalmente va la casa VII será la Casa I, y la casa que normalmente es cercana a la IX será la Casa II, etc... '
- El Sistema de Casas de Placido.

Método de cálculo: El Ecuador celeste se corta en intervalos de 30º comenzando desde el Punto Aries y estos puntos se proyectan sobre la eclíptica usando círculos de casas. Las cúspides originales son entonces recalculadas mediante un complicado ajuste cíclico, que continúa hasta que no se detecta movimiento de las cúspides.
- El Sistema de Casas Topocéntrico.

Método de cálculo: La fórmula clásica del Ascendente se aplica a cada una de las cúspides intermedias, usando como polo tercios de la tangente de la latitud del lugar. No toma al centro de la Tierra como centro del sistema, sino al lugar físico considerado (topos: "lugar" en griego, de ahí la perspectiva topocéntrica), se postula una recta paralela al eje terrestre y que pasa por el lugar en cuestión, alrededor de la cual gira el cielo durante el día desde la percepción del espectador. La intersección de la eclíptica con la división en doce partes iguales de la base del cono resultante de ese movimiento es equivalente a las cúspides.